# Retrat de Maria Riquelme
El retrat de Maria Riquelme és un quadre del pintor català Santiago Rusiñol pintat el 1896 i que actualment es troba al despatx del director de l'Institut del Teatre. El quadre, pintat durant l'estada de l'artista a Granada, fa parella amb el retrat de Pepe Riquelme, de la Companyía de Pepe Riquelme, especialitzats en sarsueles, i ella va vestida de Mari Pepa, de La verbena de la Paloma.